# Labrys

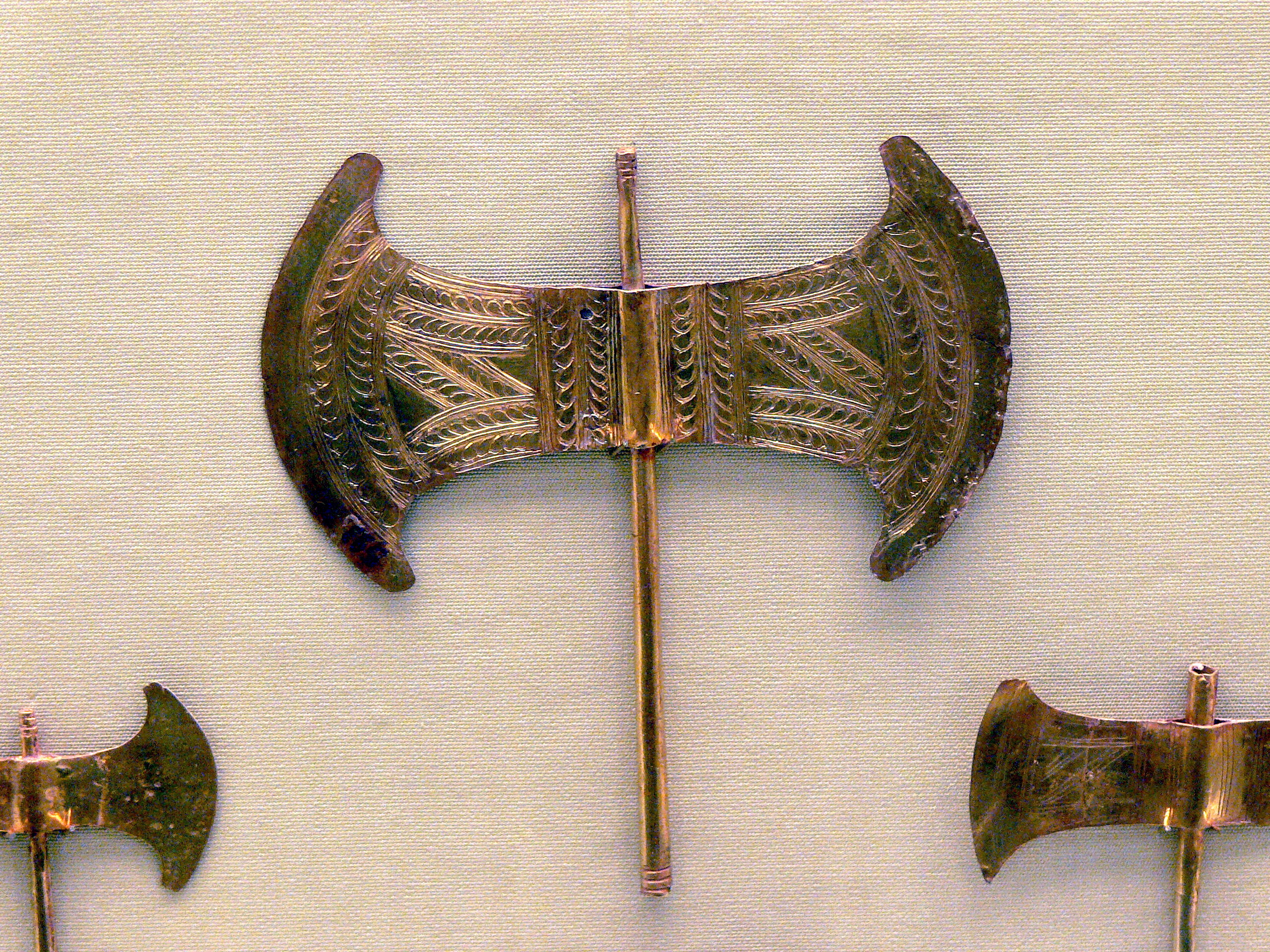
Goldene minoische Labrys (Originalschmuckstück; Archäologisches Museum in Heraklion, Kreta)

Die Labrys (λάβρυς, unbekannter, wohl ägäischer oder anatolischer Herkunft), auch Doppelaxt oder selten Amazonenaxt genannt, bezeichnet eine Axt mit zwei gegenüberliegenden gerundeten Schneiden, die etwa ab 2000 v. Chr. in der frühen Bronzezeit als Kultgegenstand oder Statussymbol Verwendung fand, vereinzelt aber auch früher. Als Waffe wurde beispielsweise die persische Doppelaxt verwendet. Der Name Labrys wird allein bei Plutarch überliefert und von ihm aus dem Lydischen hergeleitet: „Die Lyder nennen die Doppelaxt (Pelekys) Labrys“. Der Pelekys (griechisch πέλεκυς) war die eigentliche Doppelaxt der Griechen.
Verbreitet war die Labrys vor allem im minoischen Kreta (möglicherweise mit dem Wortstamm von Labyrinth zusammenhängend), sowie bei den balkanischen Thrakern und den vorderasiatischen Karern. In der griechischen Mythologie homerischer Zeit kämpften vor allem nichtgriechische Gegner mit der Labrys, in späteren Mythen trugen die Amazonen eine „Amazonenaxt“ als Waffe. Ab geometrischer Zeit ist sie religiöses Symbol der Heiligkeit bei Theseus, Herakles und Hephaistos. In der Religion des afrikanischen Yoruba-Volkes trägt der Gott Shango eine Doppelaxt.
In der Neuzeit wurde sie als Symbol vom französischen Vichy-Regime und griechischen Faschismus benutzt. Heute ist die Labrys ein Sinnbild von Lesben, Feministinnen und des Neopaganismus, meist als Verkörperung der Weiblichkeit verstanden (vergleiche Labien).

## Minoische Kultur

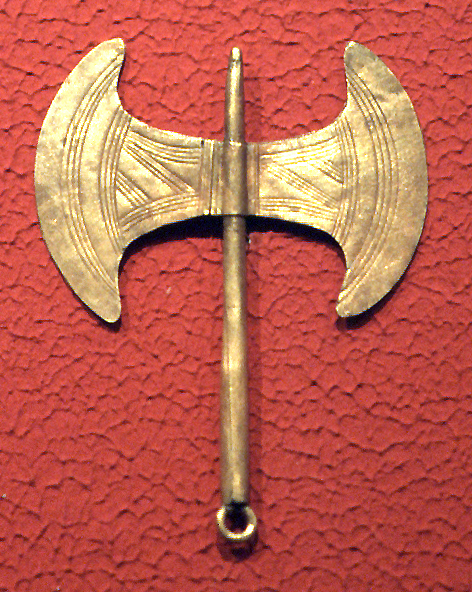
Kretominoische Votivdoppelaxt (goldener Schmuckanhänger)

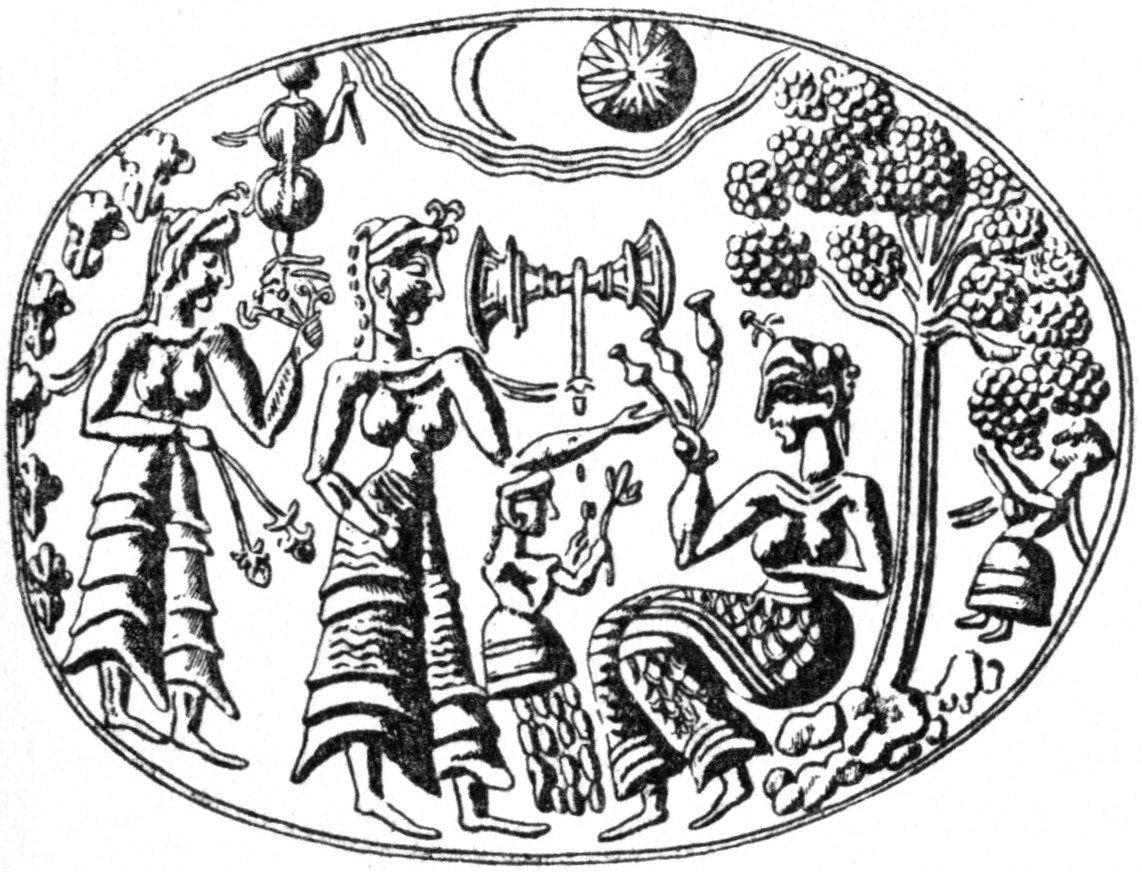
Göttin mit drei Mohnkapseln und einer doppelten Labrys auf einem goldenen Ring (gefunden im griechischen Mykene 1500 v. u. Z. im Nordosten der Peloponnes; Abzeichnung)

Die Labrys war als Kultgerät während der minoischen Kultur im 3. und 2. Jahrtausend v. Chr. auf der Mittelmeerinsel Kreta in Gebrauch. Manche der gefundenen Äxte waren mehr als mannshoch und wurden vermutlich für Opferungen von Stieren verwendet, die in der minoischen Kultur eine wichtige Rolle spielten (siehe auch Stier in der Mythologie). Bei archäologischen Ausgrabungen im Palast von Knossos wurde das Symbol der Labrys häufig entdeckt. Nach den Funden war die Doppelaxt eine zeremonielle Waffe der Priesterinnen, ein Symbol der Fruchtbarkeit und eines der heiligsten Symbole der Minoer (vergleiche auch die zeremonielle Axt auf der indonesischen Insel Bali). Die minoische Bedeutung der Doppelaxt unterscheidet sich von anderen Kulturen des Nahen Osten, bei denen Waffen üblicherweise männliche Gottheiten repräsentieren: Auf Kreta wird sie ausschließlich in der Hand von Frauen – Priesterinnen oder Göttinnen – abgebildet.
Eine Verwendung der Labrys als Waffe auf Kreta ist nicht nachgewiesen. Als Werkzeug ist die Doppelaxt beispielsweise für das Schlagen von Feuerholz oder für Feldfrüchte einsetzbar, oder als Wiegemesser. Dieser Verwendung steht allerdings das meist zu weiche Material der gefundenen Objekte entgegen. Gebrauchsspuren sind zumeist nicht erkennbar, was auf eine symbolische, schmückende oder kultische Bedeutung hinweist.
Interpretation
Es gibt verschiedene Deutungen der Symbolik der minoischen Doppelaxt mit ihren beiden gerundeten Schneiden. Der britische Schriftsteller und Mythologe Robert Graves sah sie als Symbol für die zunehmende und die abnehmende Mondsichel der großen Göttin, der Sonne-Mond-Bewegungen und des An- und Abschwellens des Mondes zu beiden Seiten des Vollmonds am Himmel; für ihn war die Labrys sogar das „Symbol der kretischen Herrschaft“.
Die litauisch-amerikanische Anthropologin Marija Gimbutas sah in der Doppelaxt ein Symbol des Schmetterlings und der Muttergöttin; dieser Deutung folgen auch viele Postfeminist(inn)en.

## Außerhalb Kretas

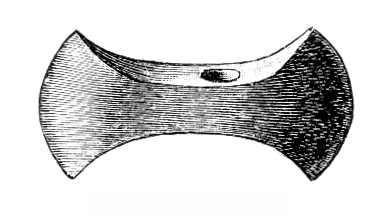
Doppelaxt aus Schweden (Endneolithikum, um 2500 v. Chr.; Zeichnung von 1912)

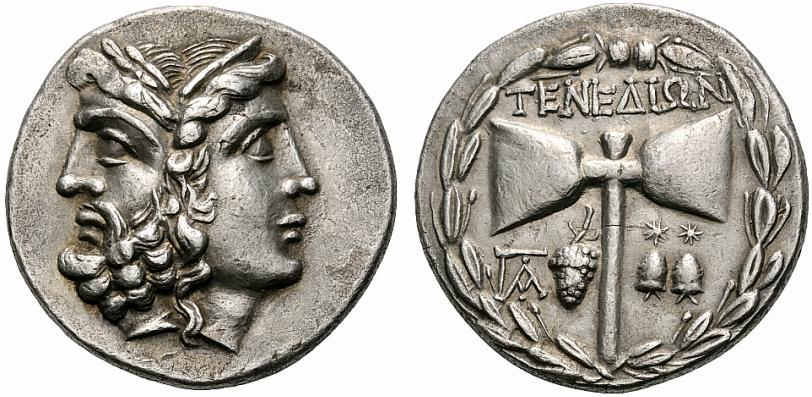
Griechische Silbermünze mit Zeus/Hera und einer Labrys (100–70 v. Chr., mysische Insel Tenedos, heute Bozcaada)

Doppelaxt im Wappen von Franconville (Val-d’Oise)

Die Doppelaxt gehört zu den Leitformen der neolithischen Trichterbecherkultur und wird im Rahmen des Kulturkreises in verschiedene Typen eingeteilt. So fand man beispielsweise Doppeläxte aus Stein in Wommelshausen und im Landkreis Meppen.
Im südlichen Kaukasusraum, vor allem in Aserbaidschan, aber auch in Armenien und Georgien, wurden Doppeläxte („Amazonenäxte“) in vielen Gräbern der späten Bronze- und frühen Eisenzeit entdeckt, von denen schon einige 1935 durch A. A. Iessen kartiert wurden. Neuere Funde von Gussformen belegen, dass es sich nicht um Importe handelt, sondern die Doppeläxte lokal produziert wurden. Diese „Amazonenäxte“ fanden sich nach Angaben der Archäologin Ateshi–Gadirova vor allem in Frauengräbern, die neben Schmuck und anderen Grabbeigaben teilweise auch Waffen enthielten.
Es gab einen männlichen Gott, der die Labrys als Waffe in seiner Hand und in seinem Beinamen trug: Zeus Labraundos, der Hauptgott der Karer. Sie lebten in den vorchristlichen Jahrhunderten in Karien an der Südwestküste der heutigen Türkei, um die antiken Städte Halikarnassos (heute Bodrum) und Mylasa herum (heute Milas). Die Labrys des karischen Zeus war der Sage nach die Amazonenaxt der Amazonenkönigin Hippolyte, die zur Zeit des sagenumwobenen Königs Gyges um die Mitte des 7. Jahrhunderts v. Chr. ins Land gebracht wurde; diese Doppelaxt symbolisierte die (kriegerische) Kampfkraft des Gottes – und der Karer, die auch als bezahlte Soldaten arbeiteten (Söldner). Das große und weitläufige Hauptheiligtum des Gottes stand in Labraunda an einem Berghang unterhalb einer durch einen früheren Blitzeinschlag gespaltenen Felswand, 14 Kilometer von Mylasa entfernt und von dort aus gut sichtbar.
Die Doppelaxt ist auch symbolisches Attribut des kilikischen Gottes Sandan, der vor allem im (heute türkischen) Tarsus verehrt wurde; seine Doppelaxt erzeugte Sturm, vergleichbar dem Hammer Mjölnir des germanischen Gottes Thor.
Im Wappenwesen (Heraldik) und auf Münzen kommt die Doppelaxt im Lauf der Jahrhunderte immer wieder vor, bekannt sind die Münzen Kleinasiens und des römischen Reiches: Auf ihnen ist häufig eine Amazone zu sehen, bei der es sich vermutlich um Smyrna, Gründerin der gleichnamigen Stadt (heute İzmir), handelt, die zusammen mit einer Labrys dargestellt wurde.

## Neuzeitliche Verwendung

Flagge des Staatschefs im französischen Vichy-Regime (1940–1945)

Die Doppelaxt als Sinnbild

Die Doppelaxt, vorgeblich die Waffe des gallisch-keltischen Fürsten Vercingetorix, war das Symbol der Partei von Philippe Pétain in Vichy-Frankreich 1940–1945. Sie wurde als Symbol auf vom Pétain-Regime in den Jahren 1941 bis 1944 aufgelegten Münzen geprägt. Auch als Symbol des Faschismus in Griechenland wurde sie von der Jugendorganisation Ethniki Organosis Neoleas (EON) in der Zeit von 1936 bis 1941 verwendet.
In der brasilianischen Candomblé-Religion trägt der Gott Shango eine Doppelaxt. Ebenso findet sie sich als Symbol in neureligiösen Wicca-Kulten und im hellenistischen Neuheidentum.
Im Zusammenhang mit weiblichen Lebensformen und Sexualität ist die Doppelaxt ein Sinnbild für die lesbische Lebensweise und wird beispielsweise als Tätowierung oder Schmuckstück getragen. Sie soll die Streitbarkeit der Amazonen und die Frauenbefreiung symbolisieren. Im feministischen Zusammenhang steht die Doppelaxt für eine matriarchale Gesellschaft oder für den Glauben an eine Muttergöttin.